# Jackie Butler
Jackie Butler (* 10. März 1985 in McComb, Mississippi) ist ein ehemaliger US-amerikanischer Basketballspieler. Er spielte unter anderem für die New York Knicks und die San Antonio Spurs in der NBA.

## Karriere
Butler ging auf die McComb High School und wollte ursprünglich ab 2003 an der Mississippi State University studieren, konnte sich allerdings akademisch nicht qualifizieren. Anschließend besuchte er die „Prep School“ Laurinburg Institute sowie die Coastal Christian Academy in Virginia Beach, Virginia. Obwohl er sich anschließend für die University of Tennessee verpflichtete, verzichtete er schließend auf eine akademische Karriere und meldete sich 2004 direkt zum NBA-Draft an.
Im Draft 2004 wurde Butler jedoch von keinem NBA-Club ausgewählt. Er kam ins Trainingscamp der Minnesota Timberwolves, erhielt jedoch keinen Vertrag für die Saison. In der Saison 2004/05 spielte er für Great Lakes Storm in der Minor League Continental Basketball Association (CBA), bevor er ab Ende Februar 2005 drei Kurzeinsätze bei den New York Knicks in der NBA hatte. Die Knicks nahmen ihn nach der Saison für die komplette Spielzeit 2005/06 unter Vertrag.
Im Juli 2006 unterzeichnete Butler einen Dreijahresvertrag bei den San Antonio Spurs. In der Saison 2006/07 gewann er mit den Spurs die NBA-Meisterschaft, wobei er jedoch nur elf Einsätze mit knapp zehn Minuten durchschnittlicher Einsatzzeit hatte. 
Am 12. Juli 2007 wurde Butler von den Spurs zusammen mit Luis Scola an die Houston Rockets abgegeben. Im Gegenzug wurde Vasilios Spanoulis und ein Zweitrunden-Draftpick zu den Spurs geschickt. Am 29. Oktober wurde Butler von den Rockets entlassen, ohne ein Spiel für den Club absolviert zu haben.